# Телл-Сити
Телл-Сити (англ. Tell City) — город тауншипа Трой округа Перри, штат Индиана (США). Крупнейший город и административный центр округа Перри.

## История
История города фактически началась почти за два года до основания. В ноябре 1956 года в Цинциннати (штат Огайо) собралась группа швейцарско-немецких иммигрантов, которые решили организовать «Швейцарское колониальное общество» (англ. Swiss Colonization Society), где агропромышленики, мелкие фермеры, владельцы магазинов и фабричные рабочие могли бы жить в согласии. Для основания этого общества было решено приобрести квадратный участок земли со сторонами длиной 3 мили (4,8 км). Сказано — сделано, и начался поиск земельного участка, который бы удовлетворял нескольким требованиям: плодородная почва, здоровый климат, хорошая вода, доступная древесина, а также хорошее транспортное обеспечение — близость судоходной реки и, желательно, железной дороги. И в июле 1957 года на берегу реки Огайо были куплены 4152 акра (16,8 км²), на которых были разбиты 392 квартала и заложено 7328 строительных площадок и 294 парка.
Изначально город был назван Гельвеция (нем. Helvetia), в честь олицетворения Швейцарии, но затем был переименован в Телл-Сити (нем. Tell City), в честь швейцарского героя Вильгельма Телля (нем. Wilhelm Tell), так как такой вариант удобней произносить англоязычным жителям, да и запоминается легче.
В 1958 году на 100-летий юбилей города с 10 по 17 августа был проведён фестиваль в честь первых поселенцев. Мероприятие оказалось успешным, поэтому с 1959 года этот фестиваль, известный уже как «Швейцарский фестиваль», стали проводить ежегодно. Также город может похвастаться достаточно сильной спортивной подготовкой, особенно в баскетболе, а три выпускника даже впоследствии попали в Зал славы баскетбольных тренеров Индианы.

## Общее описание
Город находится в юго-западной Индиане на правом (северном) берегу реки Огайо в субтропической муссонной климатической зоне, характеризующейся жарким влажным летом и мягкой прохладной зимой. Сухопутная площадь города составляет 4,56 квадратной мили (12 км2) плюс 0,11 квадратной мили (0,28 км2) водной поверхности. Центр города находится на высоте 436 футов (133 м) над уровнем моря.
Население на 2010 год составляло 7272 человека, в том числе 1971 семья, а жилых домов в городе 3574. По расовому признаку 97,5 % были европейской расы, 0,3 % — индейцы, 0,3 % — афроамериканцами, 0,7 % — азиатами, 0,3 % — другой расы, а 0,9 % — метисы. На долю латиносов приходилось 1,0 % населения. Средний возраст населения города составлял 42 года. 22 % жителей были моложе 18 лет; 7,6 % — 18—24 года; 24,1 % — 25—44 года; 27 % — 45—64 года; а 19,3 % — от 65 лет и старше. По гендерному признаку на долю мужчин и женщин приходилось 47,5 % и 52,5 % соответственно.
По данным на 2013 год в городе проживали 7292 человека, в том числе 3568 (48,9 %) мужчин и 3724 (51,1 %) женщины, а средний возраст составлял 37,3 лет. Средний доход на каждого жителя составлял 44 451 $, а на каждый дом — 89 759 $. В среднем арендная плата была 605 $ за дом

## Достопримечательности
- Местный аэропорт[англ.]
- Памятник рейсу 710 — установлен не в самом городе, а в десяти милях от него, на месте произошедшей 17 марта 1960 года катастрофы самолёта Lockheed L-188 Electra, в которой погибли 63 человека.